# Hipólito Caballero
Hipólito Caballero fue un político peruano. 
Fue subprefecto de la provincia de Canas en 1863. Fue elegido miembro del Congreso Constituyente de 1867 por la provincia de Canas durante el gobierno de Mariano Ignacio Prado. Este congreso expidió la Constitución Política de 1867, la octava que rigió en el país, y que solo tuvo una vigencia de cinco meses desde agosto de 1867 a enero de 1868. 